# Nampont
Nampont ist eine französische Gemeinde mit 265 Einwohnern (Stand 1. Januar 2022) im Département Somme in der Region Hauts-de-France. Sie gehört zum Arrondissement Abbeville und zum Kanton Rue.
Nampont ist die nördlichste Gemeinde des Départements Somme. Das Gemeindegebiet liegt im Regionalen Naturpark Baie de Somme Picardie Maritime.

## Bevölkerungsentwicklung
| Jahr      | 1962 | 1968 | 1975 | 1982 | 1990 | 1999 | 2007 |
| Einwohner | 335  | 342  | 305  | 263  | 242  | 228  | 264  |

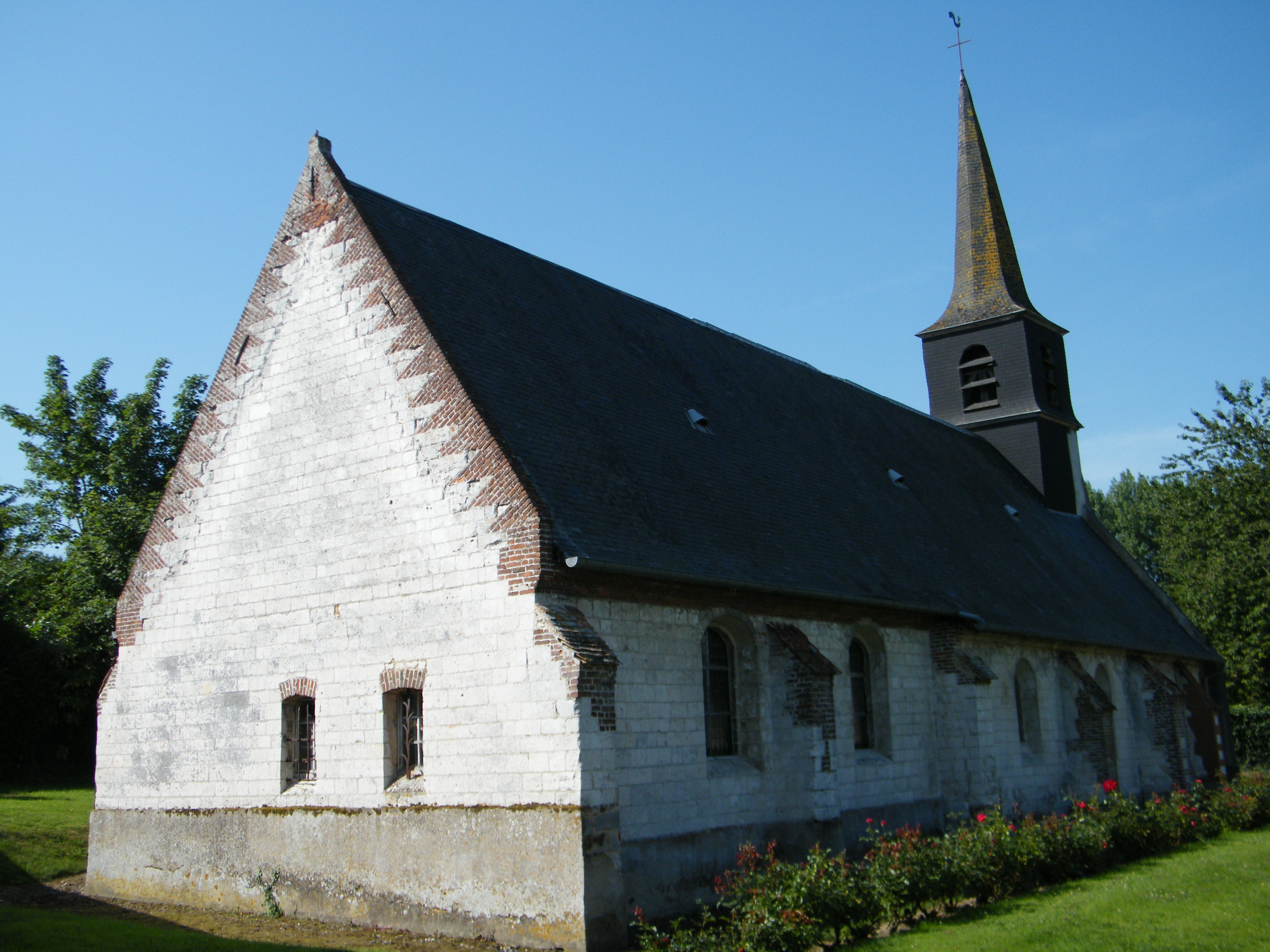
Kirche Saint-Martin
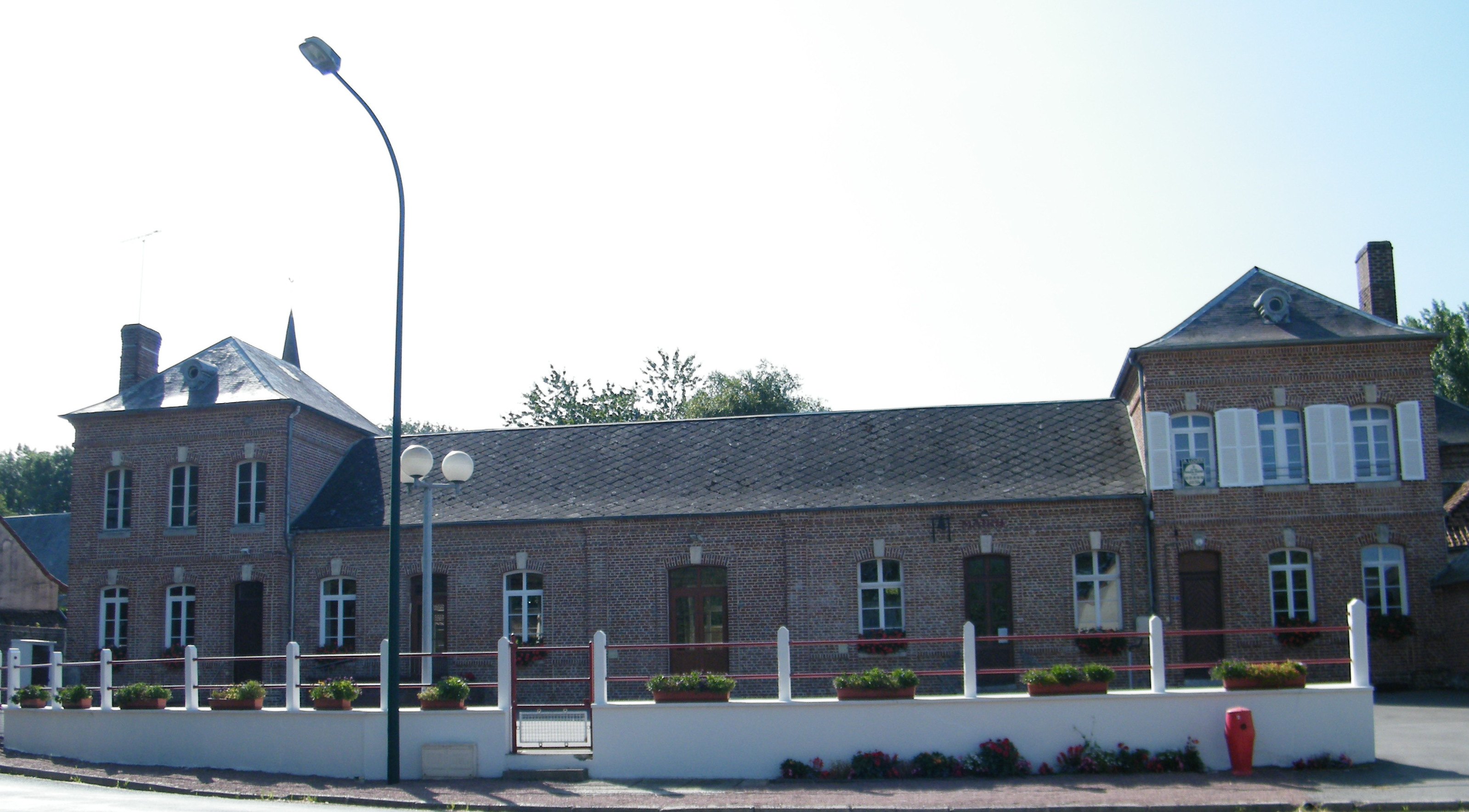
Rathaus und Schulgebäude
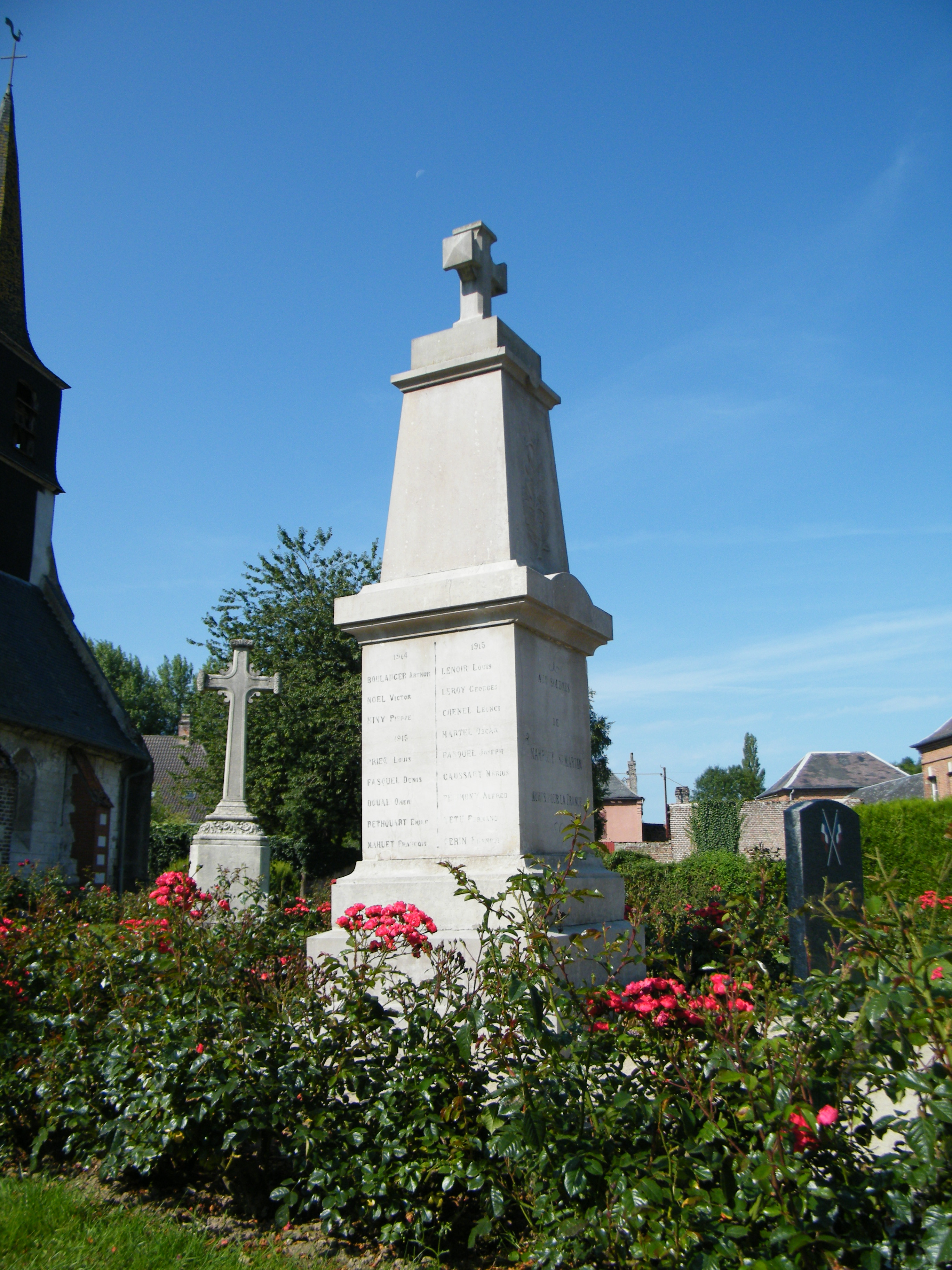
Gefallenendenkmal
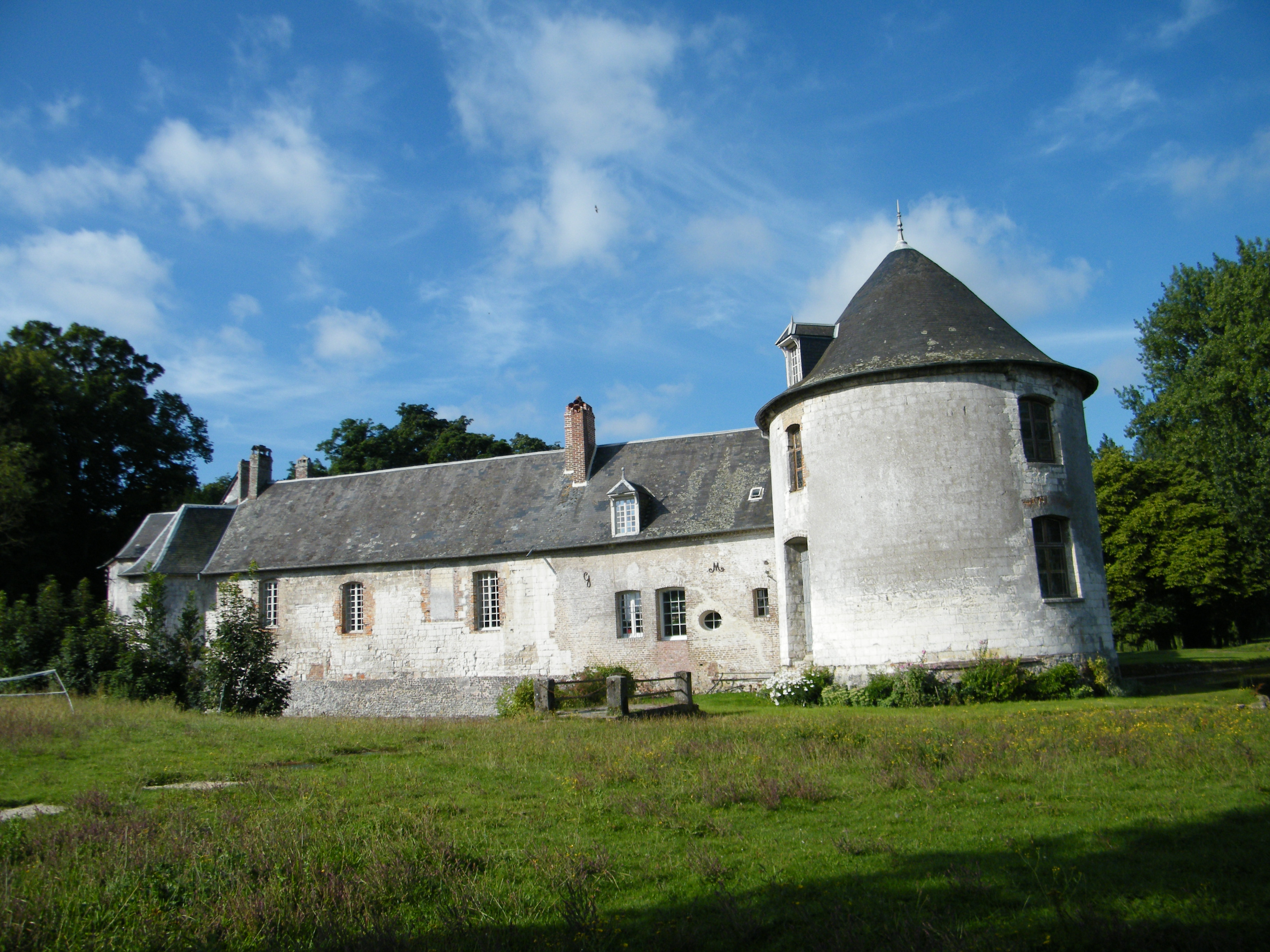
Chateau-fort in Nampont
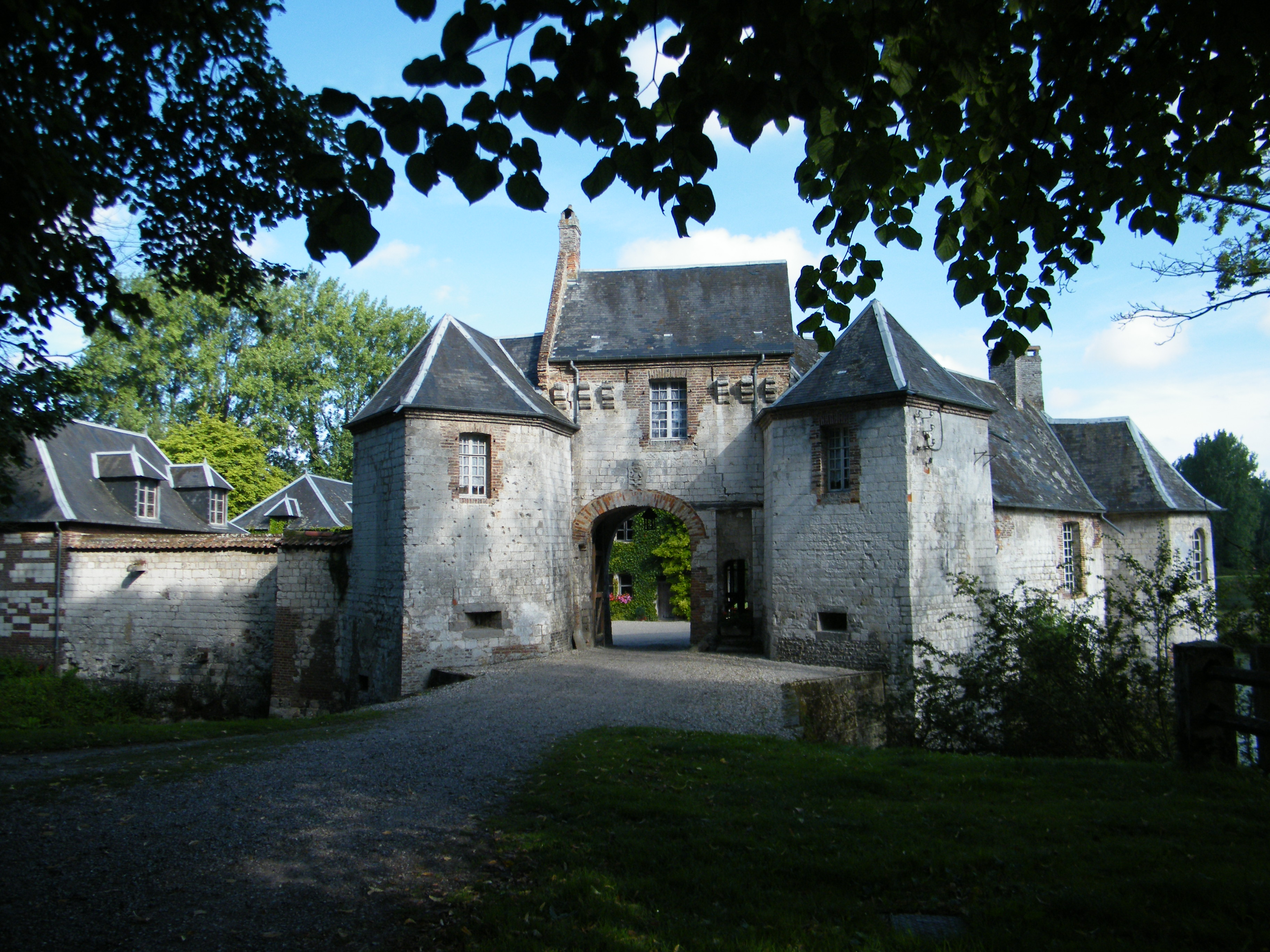
Tor des Chateau-fort
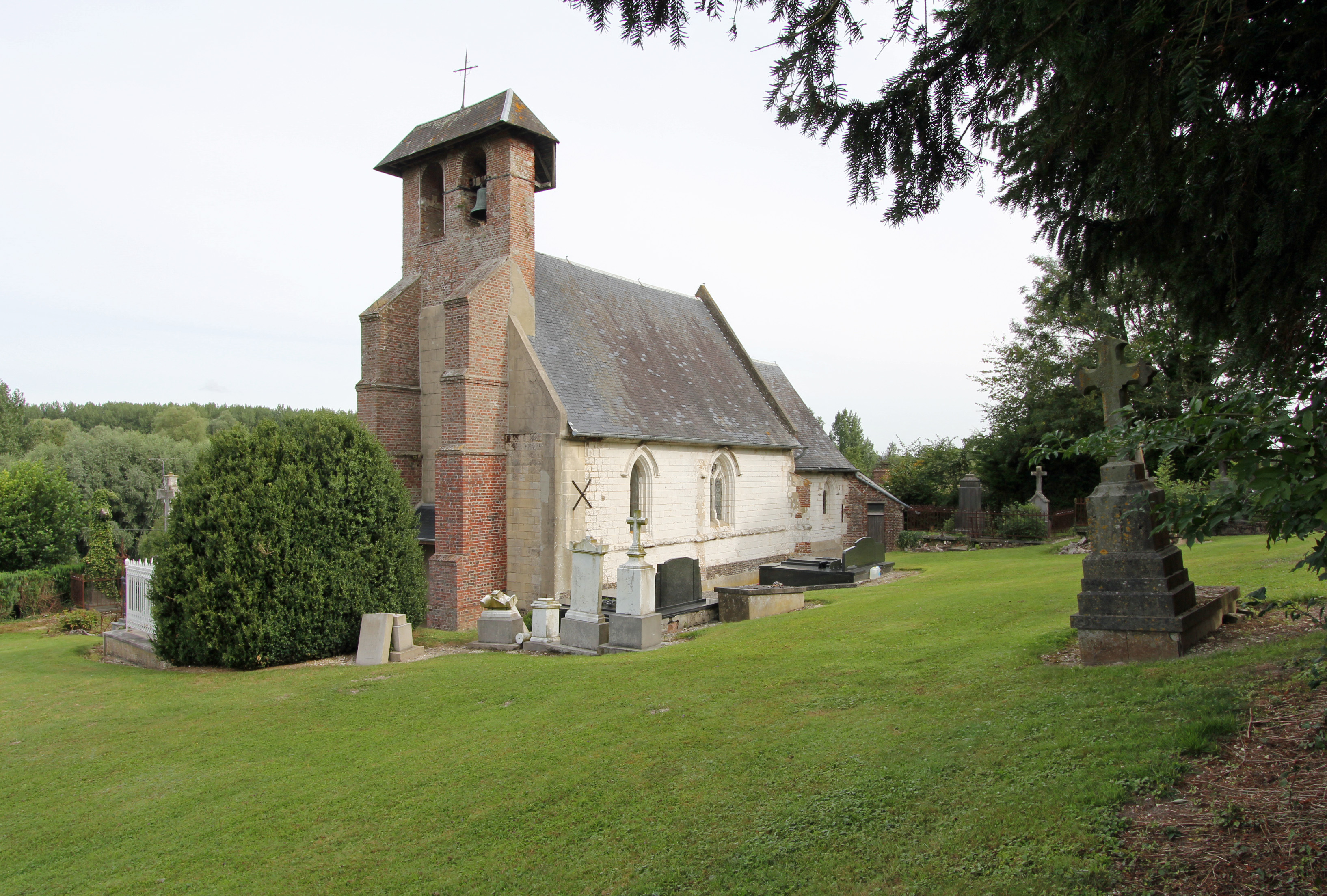
Kirche im Ortsteil Montigny
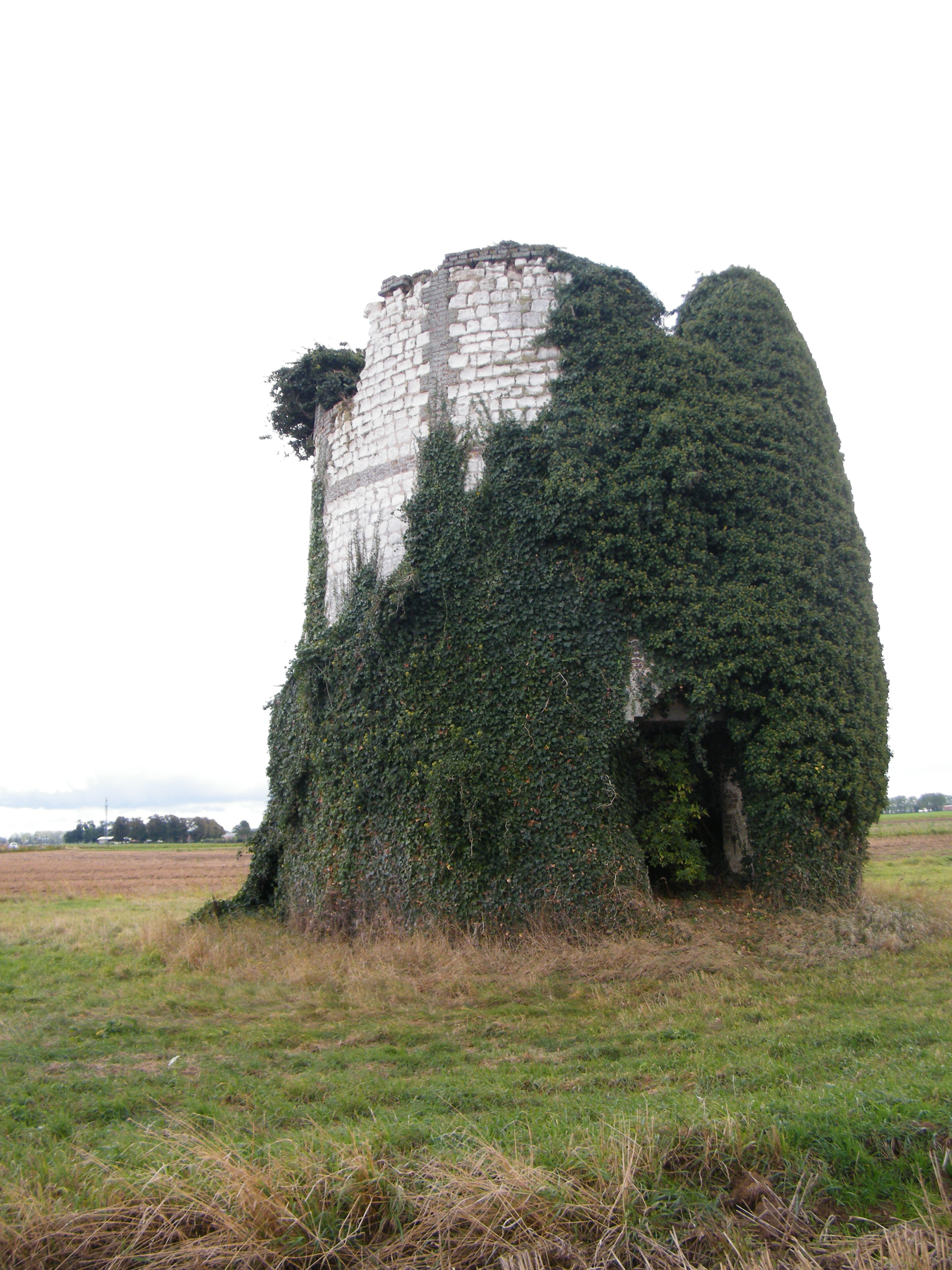
Ruine einer Mühle